# Фремонт (округ, Колорадо)
Шаблон:StateAbbr_ 38°29′ пн. ш. 105°26′ зх. д. / 38.48° пн. ш. 105.44° зх. д.
Округ Фремонт (англ. Fremont County) — округ (графство) у штаті Колорадо, США. Ідентифікатор округу 08043.

## Історія
Округ утворений 1861 року.

## Демографія
За даними перепису 
2000 року 
загальне населення округу становило 46145 осіб, зокрема міського населення було 33818, а сільського — 12327.
Серед мешканців округу чоловіків було 26417, а жінок — 19728. В окрузі було 15232 домогосподарства, 10501 родин, які мешкали в 17145 будинках.
Середній розмір родини становив 2,93.
Віковий розподіл населення поданий у таблиці:
| Стать    | До 15 років | 15-21 | 22-29 | 30-39 | 40-49 | 50-65 | 65-85 | Понад 85 |
| -------- | ----------- | ----- | ----- | ----- | ----- | ----- | ----- | -------- |
| Чоловіки | 3959        | 1981  | 3496  | 5218  | 4734  | 4051  | 2714  | 264      |
| Жінки    | 3820        | 1601  | 1431  | 2673  | 3067  | 3385  | 3123  | 628      |

## Суміжні округи
- Теллер — північ
- Ель-Пасо — північний схід
- Пуебло — південний схід
- Кастер — південь
- Савоч — південний захід
- Чаффі — північний захід
- Парк — північний захід

## Виноски
1. ↑  U.S. Decennial Census. United States Census Bureau. Архів оригіналу за 26 квітня 2015. Процитовано 8 червня 2014.
2. ↑  Historical Census Browser. University of Virginia Library. Архів оригіналу за 12 грудня 2009. Процитовано 8 червня 2014.
3. ↑  Population of Counties by Decennial Census: 1900 to 1990. United States Census Bureau. Процитовано 8 червня 2014.
4. ↑  Census 2000 PHC-T-4. Ranking Tables for Counties: 1990 and 2000 (PDF). United States Census Bureau. Процитовано 8 червня 2014.
5. ↑  State & County QuickFacts. United States Census Bureau. Архів оригіналу за 6 червня 2011. Процитовано 8 червня 2014. [Архівовано 2011-06-06 у Wayback Machine.](англ.) Наведено за англійською вікіпедією.
6. ↑  American FactFinder. Бюро перепису населення США. Архів оригіналу за 26 лютого 2012. Процитовано 31 січня 2008. [Архівовано 2008-05-21 у Wayback Machine.]

| США | Це незавершена стаття з географії США. Ви можете допомогти проєкту, виправивши або дописавши її. |